# Tucho De la Torre
Antonio De la Torre Muñoz soprannominato Tucho (Marín, 4 luglio 1937 – 18 settembre 2017) è stato un calciatore spagnolo, di ruolo centrocampista.

## Caratteristiche
Era un centrocampista ma nel corso della sua carriera fu impiegato anche come difensore centrale.

## Carriera
Iniziò a giocare a calcio a livello giovanile nella "Escuela Naval de Marín", nella sua città natale in Galizia.
A 13 anni emigrò con i genitori dalla Spagna al Venezuela. In Sud America giocò con le squadre "Colonia Canaria" e "Banco Obrero".
Nel 1957, all'età di 20 anni, tornò in Spagna e firmò con i galiziani del Celta Vigo, in Primera División. A ottobre fu ceduto al Racing Ferrol, in Segunda División, fino a fine stagione. 
Tornato al Celta, esordì il 28 settembre 1958 contro il Real Madrid. Giocò 17 partite, a fine anno la squadra retrocesse in seconda serie.
Nel 1960, De la Torre tornò in Primera División, venendo acquistato dal Siviglia,insieme al compagno di squadra Juan Manuel Tartilán, per un milione e mezzo di pesetas. Nella sua prima stagione con gli andalusi, giocò 11 partite. Nella stagione successiva, non fu impiegato in prima squadra, giocando con la filiale del Siviglia Atlético, in Tercera División.
Nel 1962 fu acquistato dal Real Saragozza. Giocò sei partite in campionato, e esordì nelle competizioni europee, collezionando tre presenze nella Coppa delle Fiere. Disputò entrambi gli incontri dei sedicesimi di finale contro il Glentoran, e la partita di ritorno degli ottavi contro la Roma, conclusa con una vittoria per 2-1 che non fu sufficiente al passaggio del turno nel risultato complessivo.
Nella seconda stagione a Saragozza non trovò spazio, così fu ceduto in prestito al Deportivo de La Coruña. Con il Deportivo giocò solo due partite, la squadra vinse il campionato di Segunda División, allenata da Roque Olsen.
A fine campionato, nel 1964, tornò per una stagione al Racing Ferrol, in Tercera División. 
Nella stagione successiva giocò al Club Deportivo Badajoz, in Segunda División, prima di passare al Cádiz Club de Fútbol, sempre in Segunda. Con la squadra andalusa giocò quattro stagioni: le prime tre in Segunda División e l'ultima in Tercera, prima di ritirarsi nel 1970.

## Palmarès

### Club

#### Competizioni nazionali
- Segunda División spagnola: 1

Real Saragozza: 1963-1964, 1965-1966